# IDA* algoritam
IDA* je varianta A* algoritma pretrage koji koristi pretragu u dubinu iterativnim produbljivanjem čime se koristi manje memorije nego kod A* algoritma. 

Dok standardna pretraga u dubinu sa iterativnim produbljivanjem koriisti pretragu u dubinu kao otsecanje pri svakoj iteraciji, IDA* algoritam koristi vise informativnu opciju, {\displaystyle f(n)=g(n)+h(n)} gde je g(n) dužina puta od korena do čvora n, a h(n) je heuristička procena dužine puta od čvora n do ciljanog čvora.

## Spoljašnje veze
- http://ranger.uta.edu/~huber/cse4308/Informed_Search.pdf Архивирано на веб-сајту  (24. август 2007)
- https://web.archive.org/web/20121128150801/http://heuristicswiki.wikispaces.com/IDA*